# 赵涛 (步长制药)
赵涛（1966年1月29日—），新加坡籍华人企业家，陕西西安人，西安医科大学学士，福坦莫大学工商管理硕士，山东步长制药股份有限公司董事长、中国侨商投资企业协会副会长、山东省侨商协会监事长、步长（香港）控股有限公司董事、首诚国际（香港）有限公司董事、大得控股有限公司董事、空中商学院主席。赵涛是中国国民党革命委员会党员，曾任民革陕西省经济与社会委员会副主任、全国青联委员。他曾在北京大学攻读EMBA。
1993年，赵涛与父亲赵步长等人共同创办了咸阳步长制药有限公司。2001年起，赵涛担任山东步长制药（原名步长恩奇）董事长。2009年起，步长系将资产整合入山东步长制药。山东步长制药在2016年11月登陆上海证券交易所。赵涛家族连续多年登上胡润百富榜、福布斯富豪榜，曾被媒体称为陕西首富、山东首富。2018年胡润百富榜上，赵涛家族以320亿元人民币的财富排名中国第82位。

## 早年经历
据报道，赵涛的父亲赵步长、母亲伍海勤都是医生；赵步长1958年保送进入西安医学院，1963年自愿前往新疆阿勒泰，次年伍海勤也到了阿勒泰，夫妇二人在简陋的条件下行医；赵步长还创办了阿勒泰地区卫生学校，担任校长、教务主任和班主任。赵步长和伍海勤的四个孩子都出生在新疆（另有报道称赵涛出生于陕西省西安市），赵涛是长子。1981年，赵步长放弃县团级待遇，带着四个孩子回到陕西咸阳，在核工业二一五医院担任一名普通的医师，后来升为医务科长、内科主任。
1984年，赵涛进入西安医科大学（原西安医学院）读书。赵涛声称，他从大一开始做生意，卖过咖啡、明信片、游戏机，仅凭卖游戏机就攒下了三年的学费。1989年，赵涛大学毕业，他选择了办一家医院。步长制药宣传材料声称，1992年在新加坡举办一场会议上，赵涛当场用他和父亲研发的药气针治疗了瘫痪六年的一位老妇人，治疗约二十分钟后病人站了起来、试着走路，轰动了东南亚；事后，赵涛三个月内在新加坡治疗了约千名中风、瘫痪病人，每针三百美元，一共赚了九十万美元。然而，媒体则质疑这些故事的真实性。

## 步长制药
根据报道，1992年底赵步长供职的医院实施体制改革，职务被免，不久他和妻子被医院除名。1993年，赵步长注册成立了咸阳步长制药有限公司。咸阳步长制药为中外合资公司，中国股东为咸阳脑血管病研究所，赵步长为所长，研究所以秘方与技术入股，作价20.4万美元；外资股东为新加坡ZBT.SINO中风复原有限责任公司，赵涛为董事长，赵涛自新加坡汇入40万美元。公司刚成立时仅有十个人：赵步长夫妻、两个儿子、儿媳、两个女儿、女婿。赵步长任董事长，赵涛为总经理。公司主打产品为脑心通。有媒体称，咸阳步长制药自1997年起连续6年为陕西省纳税额最多的民营企业，2002年排在中国非上市民营企业营业收入增速榜第六位，2002年公司营业收入超过10亿人民币，其中脑心通销售额为6亿元。报道称，赵涛担任总经理期间，主导步长制药率先投放处方药广告，还是十二个卫视频道上投放广告，推动公司销售业绩上涨。
根据2003年的报道，当时赵涛除担任咸阳步长制药总裁、新加坡ZBT.SINO中风复原有限责任公司董事长，他还是北京步长创业投资公司董事长。2003年至2004年，北京步长创投分几次收购上市公司红河光明股权，成为第一大股东。然而，由于与公司原有管理层的矛盾没有解决，北京步长创投无法正常管理红河光明，公司曾两度停产。2004年6月，北京步长创投将持有的红河光明股权全部转让给北京华清科源投资管理有限公司。
2001年，赵涛与弟弟赵超在山东菏泽注册了步长恩奇，注册资本800万元人民币，赵涛担任法定代表人。同年，赵涛开始担任这家公司的董事长。2004年1月，步长恩奇更名山东步长制药有限公司。大约在2009年，步长系开始筹划上市，将步长集团的资产整合入山东步长，进而实现整体上市。这年9月，步长系由咸阳步长全部医药资产出资成立了陕西步长。12月，山东步长收购陕西步长。菏泽步长制药、山东神州制药、保定天浩制药等众多步长系企业也归入山东步长制药旗下。此外，山东步长还进行了私募融资。其中，2010年12月公司融资2亿至3亿美元，包括摩根士丹利投资的约8000万美元。2012年，步长制药改制为股份公司。2013年度中国制药工业百强榜将步长制药排在第八位。2014年，步长制药启动IPO。2015年1月，由于财务资料已过有效期，中国证监会决定终止审查步长制药IPO。2016年，步长制药重启IPO。2016年11月，步长制药登陆上海证券交易所，以每股55.88元的价格发行，成为2012年7月以来最贵的新股。步长制药成为菏泽市第一家上市公司。上市后，步长制药股价最高曾触及每股155.41元，市值曾达到1048.9亿元人民币。然而，上市之后步长制药业绩低迷，2016年净利润较2015年将近下降一半，此后一年净利润仍在下跌。上市一年内，步长制药股价跌破发行价。截至2018年11月14日收盘，公司股价回落至27.81元，市值贬至246亿元人民币。根据步长制药2018年年报，公司营业收入为136.6亿元人民币，较上年下降1.4%；归属上市股东净利润18.9亿元，增长15.3%。
| 年份 | 财富 （亿元人民币） | 中国排名 | 备注            |
| ---- | ------------------- | -------- | --------------- |
| 2009 | 16                  | 656      | [ 36 ]          |
| 2010 | 70                  | 149      | 陕西首富        |
| 2011 | 100                 | 109      | 陕西首富        |
| 2012 | 100                 | 102      | [ 40 ] [ 註 8 ] |
| 2013 | 100                 | 134      | 陕西首富        |
| 2014 | 145                 | 83       | 陕西首富        |
| 2015 | 180                 | 120      | [ 44 ]          |
| 2016 | 300                 | 53       | 陕西首富        |
| 2017 | 330                 | 65       | [ 47 ] [ 註 9 ] |
| 2018 | 320                 | 82       | [ 49 ]          |
| 2019 | 310                 | 98       | [ 50 ]          |

赵涛家族连续多年登上胡润百富榜和福布斯富豪榜，并且几次被称为陕西首富。由于上市公司步长制药注册地在山东省菏泽市，有媒体曾将赵涛称作山东首富，也有媒体质疑山东首富这一说法。据媒体统计，在胡润百富榜医药领域，赵涛家族2016、2017、2018年分别排在第三、第四、第九位。2019年5月初，有媒体报道，最近一期新加坡富豪榜上赵涛排名第15位，财富18亿美元，是榜上21位富豪中最年轻的一位。
截至2019年5月初，赵涛为步长制药法定代表人、董事长、实际控制人。赵涛持有大得控股有限公司100％股权，大得控股的两家全资子公司步长（香港）控股有限公司、首诚国际（香港）有限公司分别持有步长制药42.61%、7.18%的股权。此外，持股1.77%的步长制药第五大股东西藏丹红企业管理有限公司的实际控制人为赵涛妻子赵晓红。

## 慈善事业
2009年，赵涛被《公益时报》和凤凰网选入“影响中华公益的60位慈善家”。2010年胡润慈善榜将赵步长、赵涛父子排在中国慈善家榜第五名。2010年，步长公司联合北京市红十字会发起了共铸中国心基金计划，旨在救助贫困家庭的先天性心脏病患儿。2010年2月2日赵涛代表步长制药承诺之后十年每年捐款一千万元人民币，设立共铸中国心基金，赵涛担任共铸中国心组委会主席。
此外，共铸中国心项目还在巴基斯坦、阿富汗、蒙古国等地进行救助工作。2011年，步长集团被列入2011中国慈善排行榜十大慈善企业，报道称截至2011年步长集团已为汶川地震、玉树地震等捐款超过3亿元人民币。

## 家庭
赵涛的父亲赵步长与母亲伍晓勤有四个孩子，即赵涛、赵涛的弟弟赵超、姐姐赵骅和妹妹赵菁。他的妻子是赵晓红。赵涛的父母、弟弟、姐妹、妻子等人都参与了步长系企业的创建。2016年，步长制药上市时，赵涛、赵骅、赵菁、赵晓红和赵涛的岳母王秀珍都持有公司的股份。赵涛的弟弟赵超在步长制药担任董事、总裁。参与创业的赵超妻子张玉洁、赵骅丈夫陈桂平、赵菁丈夫许阳也在步长制药任职。
赵涛夫妇有子女五人。赵涛的女儿赵雨晨2015年在英国帝国理工学院制药研发专业获硕士学位，随后回到中国从事投资行业。女儿赵雨思在北京读完了小学，在英国读了初中后半段和高中，2018年被美国斯坦福大学录取，但因申请资料造假于2019年被学校开除（見#斯坦福大学招生丑闻）。《纽约时报》记者在2019年5月探访了位于北京郊区优山美地小区内的赵家宅院，记者发现门外停有法拉利、特斯拉、宾利、路虎各一辆。

## 争议

### 斯坦福大学招生丑闻
2019年5月1日，美国媒体报道，2019年美国大学录取贿赂丑闻中赵涛向中介威廉·辛格（William Singer）付款650万美元，将女儿赵雨思身份伪造为帆船运动员，通过行贿让她被斯坦福大学录取，这一贿金数额在这次招生丑闻各案例中排名第一，远远超出其他家长所支付的金额。赵雨思入学后，威廉·辛格向斯坦福大学帆船项目捐款50万美元。2019年3月，斯坦福大学以申请材料造假为由将赵雨思开除。5月2日，步长制药公司回应称公司经营正常，大股东与公司关联不强。5月3日晚，赵涛发表声明，称赵雨思赴美求学属于个人和家庭行为，未动用步长制药公司资金，不影响公司经营。媒体以步长制药2018年向赵涛支付的薪酬136.49万元人民币计算，赵家相当于为中介付出了赵涛32年的薪水。同日，赵涛妻子委托香港孖士打律师事务所律师罗永聪声明，称赵家被威廉·辛格误导，女儿赵雨思是受害者。声明称，赵家得知斯坦福大学录取赵雨思之后，辛格建议赵母经由他的基金会向斯坦福大学捐款，以帮助寒门学子，赵母随后向辛格的基金会捐资650万美元。根据赵家的声明，赵雨思在2017年3月31日收到了斯坦福大学的录取通知书，赵母捐款则是在同年的4月21日。

### 神针宣传造假
按照步长制药宣传材料的说法，1992年赵涛同父亲赵步长应邀参加了在新加坡举办的中医与针灸走向世界国际学术研讨会（也有资料称是1991年的全球中医结合会议）。在现场表演环节，赵涛利用他和父亲研究出的药气针，为瘫痪六年、求医无果的一位老妇人刘亚美进行了治疗，大约二十分钟后这位妇人站了起来、试着走路，此事轰动了东南亚。《联合早报》在1992年12月8日刊出《药气针疗二十分钟，瘫痪6年，药帽一戴头，老妇就能走》，赵步长父子也赢得了“中国神针”的名号。也有一些材料称，这则报道刊登在“新加坡第一主流媒体《联合晚报》头版头条”。然而，有媒体查阅《联合早报》，发现当天并无这篇报道；刊登这篇文章的《联合晚报》仅仅是新加坡的一份小报。宣传资料还说，当时新加坡民众围堵中国驻新加坡大使馆，要求看病。赵涛开出一针三百美元的价格，在三个月里治疗了约千名中风、瘫痪病人，赚了九十万美元。有媒体质疑这些报道的真实性。

### 步长制药销售人员行贿
媒体整理中国裁判文书网资料发现，步长制药自2015年起卷入多起行贿案件，公司销售人员为开拓市场向药品采购人员违法发放回扣。据步长制药2018年年报，公司全年营业收入136.7亿元人民币，销售费用80.36亿元，销售费用高昂，远超出同业平均值18.75亿元。销售费用主要是市场、学术推广费即咨询费，数额为74.86亿元;通常占比重较大的渠道及宣传费则只有1.77亿元。公司未透露销售费用的具体去向，有媒体怀疑含有灰色支出。此外，也有媒体提到其父赵步长（时任步长制药集团董事长）曾在2002年向郑筱萸行贿1万元人民币，以求把脑心通胶囊由地方标准升为国家标准。

## 備註
1. ↑  2003年《商界》刊发的《步长集团董事长赵步长：打造百年医药帝国梦》一文对赵步长此前的职位描述前后矛盾，一说为内科主任，一说为脑血管科主任。[8]
2. ↑  有报道称，当时新加坡政府邀请赵涛留在新加坡行医、研究医术，并批准了他加入新加坡国籍。[13]
3. ↑  《商界》的报道还说，赵涛在新加坡行医三个月，还引起了一些药企和投资公司的关注，他们希望赵涛“以个人身份作价2000万美元入股”并出任董事长，规模化生产脑心通；1992年底，赵涛等注册成立了新加坡ZBT.SINO中风复原有限责任公司。[8]
4. ↑  見下方章節「神针宣传造假」。
5. ↑  《商界》报道称，赵涛原本与美国公司谈妥，投资500万美元在咸阳市建设一所脑血管专科医院；由于赵步长突然被免职，美国合作方产生怀疑，合作告吹。[8]
6. ↑  《商界》报道称，咸阳步长制药1994年销售额为500万元人民币，1995年升至5000万元，1996年增至5亿元。2002年的销售额超过10亿，其中脑心通销售额为6亿元。[8]
7. 1 2  有媒体认为，2010年陕西首富为资产55亿的东盛集团郭家学。2011年陕西首富为资产45亿的东岭集团李黑记。2012年郭家学以43亿资产重夺陕西首富。2013年、2014年陕西首富为金花集团吴一坚，资产分别为42亿和50亿。2015年为天和防务贺增林、刘丹英夫妇，资产64亿元。[31][32]2016年至2018年胡润榜上的陕西首富为史贵禄家族，史贵禄2016年财富为75亿元人民币[33]，2017年为100亿元[34]，2018年110亿元。[35]
8. ↑  2012胡润百富榜将赵氏父子所在地列为北京，因而榜单中的陕西首富是财富少于赵家的东盛集团郭家学。[41]
9. ↑  2017胡润百富榜将中赵涛所在地为北京，榜单中的陕西首富是荣民地产集团史贵禄家族，财富为100亿元人民币，低于赵家。[48]
10. ↑  例如，2010年福布斯富豪榜将赵步长、赵涛父子列为陕西首富，财富为60亿元；2012年福布斯富豪榜将赵氏父子列为陕西首富，财富为56.7亿元。[41]
11. ↑  媒体报道中“共铸中国心基金计划”的设立时间也不一致。有媒体声称此计划开始于2008年5月16日。[56]2010年的报道则称，2009年6月步长公司启动了一项名为“共铸中国‘心’——西部地区心脑血管健康关爱计划（宁夏行）”的公益活动，在此基础上“共铸中国心基金计划”在2010年2月成立了。[55]
12. ↑  有媒体查阅了当天的新加坡《联合晚报》，此报还刊登了《少妇不甘寂寞喜欢年轻男孩》《风水师夜诱上山施法 眼插10金针少妇任摆布》等文章。[15]